# Passos de Ovar

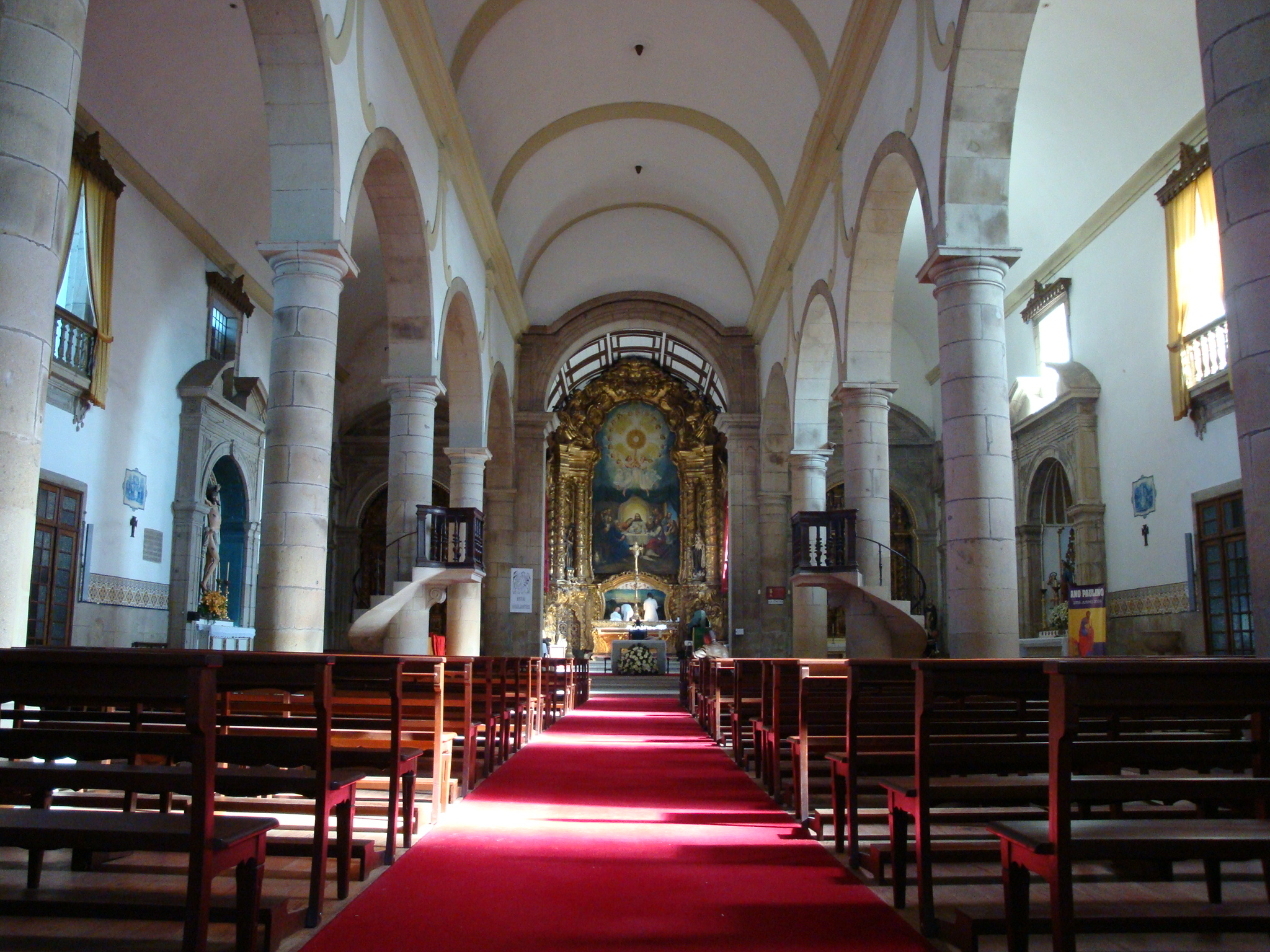
O Passo do Horto, ou Capela do Passo do Pretório, encontra-se no interior da Igreja Matriz de Ovar.

As Capelas dos Passos, também referidas como os Passos de Ovar ou Passos da Via Sacra de Ovar, são um conjunto de sete capelas tardo-setecentistas localizadas na freguesia de Ovar, São João, Arada e São Vicente de Pereira Jusã, da cidade e município de Ovar, distrito de Aveiro, em Portugal.
Encontram-se classificadas como Imóvel de Interesse Público pelo Decreto nº 37.450, publicado no DG nº 129, de 16 de junho de 1946.

## História
Trata-se de um conjunto exemplar de arquitetura religiosa ovarense, constituído por sete capelas edificadas no século XVIII, ligadas às cerimónias da Quaresma.
A devoção dos Passos de Ovar vem da primeira metade do século XV. Desde a fundação da Casa da Feira, em 1452, os seus titulares deram grande proteção à Irmandade dos Passos e, aos mesmos, deve-se a organização e aprovação da Instituição, como testemunham os estatutos da Confraria, reformados em 11 de setembro de 1727, onde se recorda:
"E porque esta Irmandade foi erigida com a protecção dos Condes da Feira, que de presente se acham extintos, no caso que pelo decurso do tempo tornem a haver na Casa da Feira, os Irmãos da Mesa serão obrigados a oferecer à sua ilustre protecção esta Irmandade que era costume eleger para protectores dela aos sobreditos Condes; e isto no caso que haja Conde no Castelo e Casa da Feira, ficando sempre em seu vigor a forma da eleição e o mais disposto nos Estatutos."
As atuais capelas, em pedra e cal, foram edificadas entre 1747, ano em que foi concedido pelo rei o imposto de um real em cada quartilho de vinho que se vendesse em Ovar e seus termos, e concluídas em 1755, substituindo as anteriores, de madeira.
O percurso simboliza os Passos da Paixão de Cristo, representados em composições retabulares nas várias capelas. Inicia-se na Igreja Matriz de São Cristóvão, e prossegue por outros cinco nichos na zona histórica da cidade, terminando na Capela do Calvário, de maiores dimensões e precedida por uma ampla escadaria.
O Papa Inocêncio X concedeu-lhes graças e privilégios em 23 de novembro de 1840, o mesmo o fazendo o Papa Gregório XVI, a 8 de abril de 1892.

## Características
As capelas, de programa construtivo e decorativo rococó, apresentam uma grande depuração e unidade estilística. Espalhadas pela cidade, são elas:
1. Passo do Horto / Capela do Passo do Pretório (no interior da Igreja Matriz de Ovar);
2. Passo da Queda / Passo do Horto (na rua Alexandre Herculano, junto ao edifício do Tribunal);
3. Passo do Encontro (na rua Alexandre Herculano);
4. Passo do Cireneu (no largo dos Bombeiros Velhos);
5. Passo de Verónica (na praça da República);
6. Passo das Filhas de Jerusalém (no largo Mouzinho de Albuquerque);
7. Passo do Calvário (no largo dos Combatentes).

As figuras, em puro castanho, foram pintadas pelo mestre António José Pintor, artista natural da freguesia de Válega, a quem o Provedor de Esgueira recomendou se esmerasse na pintura.